# De smygande stegen
De smygande stegen (franska: Nous sommes tous des assassins) är en fransk-italiensk dramafilm från 1952 i regi av André Cayatte.

## Utmärkelser
De smygande stegen vann Prix du Jury vid Filmfestivalen i Cannes 1952.

## Rollista i urval
- Marcel Mouloudji - René Le Guen
- Raymond Pellegrin - Gino Bollini
- Antoine Balpêtré - dr Albert Dutoit
- Julien Verdier - Marcel Bauchet
- Claude Laydu - Philippe Arnaud, advokat
- Georges Poujouly - Michel Le Guen
- Jacqueline Pierreux - Yvonne Le Guen
- Lucien Nat - chefsjuristen
- Louis Arbessier - chefsjurist för ungdomsdomstolen
- René Blancard - Albert Pichon
- Louis Seigner - abbé Roussard
- André Reybaz - fader Simon
- Juliette Faber - Francine Saunier
- Henri Crémieux - Bauchets advokat
- Anouk Ferjac - Agnès
- Sylvie - Laetitia Bollini
- Jean-Marc Tennberg - Fredo
- André Valmy - Petit Louis
- François Vibert - Mousset
- Henri Vilbert - M. Arnaud
- Line Noro - Mme. Arnaud
- Marcel Pérès - Malingré
- Alinda Kristensen - svenskan